# Тарзан, человек-обезьяна (фильм)
«Тарзан, человек-обезьяна» (англ. Tarzan, the Ape Man) — приключенческий фильм кинокомпании Metro-Goldwyn-Mayer, снятый режиссёром Джоном Дереком. Вышел 27 марта 1981 года. За роль в этом фильме Бо Дерек получила «Золотую малину» как худшая актриса.

## Сюжет
Охотник по имени Джеймс Паркер ищет в Африке мифическую «белую обезьяну». Он воссоединяется с дочерью Джейн после смерти её матери, а затем они обнаруживают, что «белая обезьяна» — это в действительности Тарзан, дикарь, выросший в джунглях. Джеймс Паркер хочет поймать Тарзана живым или мертвым и доставить в Англию.

## В ролях
- Бо Дерек — Джейн Паркер
- Ричард Харрис — Джеймс Паркер
- Джон Филлип Лоу — Гарри Хольт
- Майлз О'Киффи — Тарзан